# مطار شرق كويكوي
مطار شرق كويكوي أو مطار كويكوي الشرقي (بالإنجليزية: Kwekwe East Airport)‏ (إياتا: FVKK)  هو مطار يخدم كويكوي ، وهي مدينة تشتهر بتعدين في مقاطعة ميدلاندز ، زيمبابوي .

## روابط خارجية
- دليل المطارات في زيمبابوي
- Geonames / زيمبابوي